# Lista de bispos portugueses ordenados no século XIII
Esta é uma lista de bispos católicos portugueses ordenados no século XIII. No século XIII foram criados 4 Cardeais portugueses, e entre os prelados portugueses que receberam a ordenação episcopal estão Arcebispos e Bispos.

## Cardeais
| Prelado                                 | Vida                  | Cardinalato | Título                                                               | Carreira                                                                                                |
| --------------------------------------- | --------------------- | --- | -------------------------------------------------------------------- | --- |
| Mestre Gil                              | Séculos XII–XIII      | Inocêncio III |                                                                      | Cónego da Sé de Viseu Cónego Tesoureiro da Sé de Coimbra                                                |
| D. Paio Galvão                          | 1165–1230 († 65 anos) | 1205 – Inocêncio III Cardeal-Diácono de Santa Lúcia em Septisolio 1210 – Inocêncio III Cardeal-Presbítero de Santa Cecília 1212 – Inocêncio III Cardeal-Bispo de Albano | Decano do Colégio Cardinalício Vice-Chanceler da Santa Igreja Romana | Legado Pontifício 1204–? Vice-Chanceler da Santa Igreja Romana 1227–1230 Decano do Colégio Cardinalício |
| D. Pedro Hispano (futuro Papa João XXI) | 1215–1277 († 62 anos) | 1273 – Gregório X Cardeal-Bispo de Frascati (1273–1276) | Arcebispo Primaz de Braga                                            | Prior de Guimarães 1272–1275 Arcebispo Primaz de Braga 1276–1277 Papa da Igreja Católica                |
| D. Ordonho Alvares                      | 1198–1285 († 87 anos) | 1278 – Nicolau III Cardeal-Bispo de Frascati | Arcebispo Primaz de Braga Decano do Colégio Cardinalício             | 1275–1278 Arcebispo Primaz de Braga 1278–1285 Decano do Colégio Cardinalício                            |

## Bispos Diocesanos
| Prelado                     | Vida  | Título          | Carreira                                            |
| --------------------------- | ----- | --------------- | --------------------------------------------------- |
| D. Paio Furtado             |       | Bispo de Lamego | 1211–1246 Bispo de Lamego                           |
| D. Martinho                 |       | Bispo de Lamego | 1247–1248 Bispo de Lamego                           |
| D. Egas Pais                |       | Bispo de Lamego | 1248–1257 Bispo de Lamego                           |
| D. Pedro Anes               |       | Bispo de Lamego | 1257–1270 Bispo de Lamego                           |
| D. Domingos Pais            |       | Bispo de Lamego | 1271–1274 Bispo de Lamego                           |
| D. Gonçalo                  |       | Bispo de Lamego | 1275–1282 Bispo de Lamego                           |
| D. João                     |       | Bispo de Lamego | 1285–1296 Bispo de Lamego                           |
| D. Vasco Martins de Alvelos | –1313 | Bispo da Guarda | 1297–1302 Bispo de Lamego 1302–1313 Bispo da Guarda |